# 어선원노동협약
국제노동기구 어선원노동협약은 2006년 채택된 상선관련 해사노동협약(Maritime Labour Convention)의 통합논의과정(2001-2006)에서 어선원에 대한 논의의 필요성이 대두되어, 2003년 ILO 회원국의 의견을 수렴하여 조업 환경의 변화에 따른 어선원 노동환경 및 근로조건의 변화를 반영한 기존의 5개 협약과 2개 권고를 개정·보완하여 마련된 협약이다.

## 논의 경과
- 2004년 6월 제92차 국제노동총회에서 ILO 사무국은 어선원관련 기존 5개 협약과 2개 권고를 포함한 “어선원노동협약” 초안을 마련하여 논의하였다.
- 2005년 6월 제93차 국제노동총회에서 협약안에 대한 축조심의 후 투표 결과, 의결정족수 미달로 부결되었다. 부결의 주된 이유로는 지역별 어선의 형태 및 신체적 특성 등을 충분히 고려하지 아니함으로써 협약의 적용범위가 넓고, 기준이 너무 높다는 이유로 우리나라를 포함한 아태 국가들이 다수 기권하였다.
- 2006년 12월 개최된 '지역간 3자간 원탁회의'에서 협약 채택의 걸림돌이 되는 사안에 대해 집중 논의하여 협약의 일괄타결을 위한 안을 마련하는 계기가 되었다.
- 2007년 6월 제96차 국제노동총회에서 2006년 12월 '지역간 3자간 원탁회의'에서의 주요 쟁점사항과 각국 정부의 개정 제안에 대해 축조심의하여 협약 채택을 위한 걸림돌을 제거되었다.

## 주요 쟁점사항
- 소형 어선에 대한 협약의 '점진적 이행접근방식' 도입 문제에 대하여는 회원국의 불충분한 기반시설 및 국내법령 미비 등으로 협약의 이행에 있어 어려움이 있는 소형 어선에 대해 경과기간을 두고 이행할 수 있도록 하였다.
- 거주구역 설비의 적용시 등가식 적용 문제에 대하여는 유럽 및 아시아 어선의 특성을 고려하여 협약상 어선의 거주구역 설비에 대한 규정의 적용은 선박의 길이와 총톤수(용적)간의 등가식을 반영할 수 있도록 하였다. (등가식 : 길이 15m(75톤), 길이 24m(300톤), 길이 45m(950톤))
- 거주구역 설비 중 천정높이, 침대규격, 위생설비 등은 협약을 준수하되, 각 회원국의 노사가 협의할 경우, 기존 ILO협약을 완화하여 적용가능토록 하였다.
- 사설 고용대리업의 협약 반영 문제에 대하여는 ILO 제181호 사설 고용대리업협약을 비준한 회원국에 한하여 어업분야에서도 사설 고용대리업을 허용할 수 있도록 하였다.

## 협약의 주요 내용
- 적용범위 : 상업적 어업에 종사하는 모든 어선원과 어선에 적용한다. 다만, 강, 호수, 운하에서의 어업과 일정 범주의 어선원 및 어선은 노사협의 후 면제하되, 점진적으로 확대 이행하도록 규정하였다.
  - 근로 최저요건 : 최저연령 16세, 위험 및 야간근로 18세
  - 건강검진 의무화 : 길이 24미터 이상 및 3일 이상 해상에 머무르는 어선
  - 배승기준 : 안전항해 및 운항을 위한 충분한 인원을 배승
  - 휴식시간 : 1일 10시간, 1주일 77시간(긴급한 경우 제외)
- 어선원의 근로계약서
  - 근로계약서에 포함될 최소 명세를 규정하고, 근로계약서를 선내 비치토록 함
  - 어선원의 송환보장 : 송환비용은 선주가 부담하며, 기국은 선주가 이행하지 아니할 경우 이를 이행하고, 선주에게 구상할 수 있도록 함
  - 어선원의 직업소개업 : 육상 근로자와 동등하게 공공업무 제공하고, 사설 직업소개업의 경우 노사 협의 후에만 허용하며, 허용시 표준규정을 마련할 것. 또한 ILO 181호 협약의 회원국의 경우는 사설 고용대리업을 허용 가능함
- 거주구역 설비 및 식량
  - 충분한 영양가, 품질 및 양의 식량과 식수가 제공될 것
  - 길이 24m 이상 신조 어선에 대하여 어선원의 적합한 업무수행과 선내 거주를 위해 충분한 규격과 품질을 갖추도록 규정함
- 의료관리, 건강보호 및 사회보장
  - 회원국은 의료관리, 직업안전/건강 및 사고예방 위한 법령 채택
  - 어선원은 육상 다른 산업과 최소한 동등한 사회보장 제공할 것
- 협약의 준수 및 집행
  - 회원국은 협약의 기준과 일치하는 제도 마련할 것
  - 협약의 적용선박에 대한 '적합증서' 소지 의무화
  - '비차별 조항'의 도입으로 협약 미비준국 어선도 동등하게 항만국통제 실시
- 발효요건
  - 8개 연안국을 포함한 10개국의 협약 비준 후 12개월 경과시점에 발효

## 협약의 결의서 채택
- 협약의 비준 촉진을 위한 기술협력에 관한 결의서 : ILO사무총장으로 하여금 협약의 효과적인 이행을 지원하고, 협약의 비준 촉진을 위한 기술협력을 위해 자원을 우선적으로 배정할 것을 요청함
- 항만국통제를 위한 지침서 개발에 관한 결의서 : '2007년 어선부문의 근로협약'이 어업산업에 대한 국제법의 새로운 축을 정하는 것임을 고려하며, '비차별대우조항'하에서의 원활한 항만국통제를 수행하기 위해 적절한 지침서의 개발 필요성을 인식하고, ILO사무총장으로 하여금 3자간 전문가회의를 소집하여 지침서를 개발하도록 요청함
- 톤수측정 및 거주구역에 관한 결의서 : 이 협약은 선박의 길이와 총톤수간의 등가식에 의해 영향을 받는다는 것에 주목하고, 어선원의 양호한 근로를 위해 거주구역의 중요성을 인식하며, ILO사무총장으로 하여금 협약 제45조에 따라 협약의 부속서 Ⅲ(거주구역 설비규정)의 유지관리차원에서 3자간 전문가회의를 우선적으로 소집할 것을 요청함
- 어선원 복지 촉진에 관한 결의서 : 적절한 사회보장보호규정은 범세계적으로 인정되는 목표인 점을 인식하고, 어업산업의 특성과 어선원은 특별히 보호될 필요가 있다는 점을 깨닫고, ILO사무총장으로 하여금 어선원의 효과적인 사회보장보호 등 사회문제에 대해 비용이 수반된 효과적인 방안의 마련을 요청함

## 협약 채택에 따른 영향
- 최소한 「어선원의 거주설비에 관한 ILO 제126호 협약」의 요건을 충족하게 되어 어선원의 생활조건이 개선되게 됨
- 어선원의 최저 휴식시간이 보장되며, 근로계약서에 포함될 최소 명세를 규정하고, 근로계약서를 선내 비치토록 함으로써 근로조건이 개선되게 됨
- 협약은 모든 어선원에게 점진적으로 확대 적용하도록 규정하고 있어 보다 많은 어선원의 근로 및 생활조건이 개선되고 보장될 것임
- 육상 근로자와 최소한 동등 조건의 사회보장제도를 유지하여야 하고, 외국적 어선원에게도 평등대우원칙에 따라 점진적이고 포괄적인 사회보장보호를 성취하도록 규정하고 있어 어선원의 복지가 개선될 것임
- 협약의 발효요건상 조기 발효가 예상되므로 협약의 근로 및 생활조건을 반영한 선원법 및 수산업법 등 관련 국내법령의 국내 수용을 위한 연구가 수반되어야 할 것임

## 같이 보기
- 국제 노동 기구